# Hanspeter Rufer
Hanspeter Rufer (* 17. August 1948 in der Schweiz; † 13. September 2012 in Kloten) war ein Schweizer Eishockeyspieler, der in den 1960er und 1970er Jahren beim EHC Kloten in der Nationalliga A aktiv war und die Mannschaft über viele Jahre als Kapitän anführte.

## Karriere
Rufer war Mitglied des ersten Klotener Meisterteams von 1967. Er spielte insgesamt 12 Jahre für den EHC Kloten und brachte es dabei auf 301 Partien für den Club. Im Alter von 32 Jahren musste er seine Karriere aufgrund einer Lymphdrüsenkrebserkrankung beenden.
Mit dem EHC Kloten blieb er in der Folge über die der Familie gehörenden Metzgerei verbunden, welche über viele Jahre die damalige Schluefweg-Halle mit Würstchen belieferte.
Rufer verstarb am 13. September 2012 nach langer Krankheit.

## Erfolge und Auszeichnungen
- 1967 Schweizer Meister mit dem EHC Kloten